# Paladilhiopsis brandisi
Paladilhiopsis brandisi is een slakkensoort uit de familie van de Hydrobiidae. De wetenschappelijke naam van de soort is voor het eerst geldig gepubliceerd in 1911 door Clessin.